# Felthambokstölden
Felthambokstölden tog plats i Feltham i Storlondon under natten mellan den 29 och 30 januari 2017. Böckerna som stals uppgick till ett värde på över 2 miljoner pund vid tidpunkten. Böckerna förvarades i ett varuhus nära Heathrows flygplats i London, då de skulle fraktas till California International Antiquarian Book Fair i USA. Tjuvarna stal över 160 böcker, bland annat en kopia av De revolutionibus orbium coelestium från 1566 med ett uppskattat värde på £215,000 vid tidpunkten.
Tjuvarna tog sig in genom att skapa hål i taket och sedan sänka sig ned i lokalen. Böckerna samlades ihop i påsar och tjuvarna lämnade platsen på samma plats som de kom in. Rumänsk och national polis kopplade senare stöldligan till 11 andra brott i olika delar av Storbritannien, där ytterligare drygt stöldgods på ett värde 2 miljoner pund stulits med liknande metoder.
Eftersom att böckerna skulle vara mycket svåra att sälja beställdes stölden sannolikt av en privat samlare. 2019 arresterade Europol 15 misstänkta med anknytning till brotten i Rumänien och Storbritannien. Den 16 september 2020 ledde en husräd utförd av rumänsk polis i Neamț till att runt 200 böcker återfanns.